# Verbo
Verbo (do latim verbum) é a classe gramatical de palavras que normalmente têm significado de ação, estado, mudança de estado ou fenômeno da natureza, e que variam em relação ao tempo. Exemplos:
- Ele plantou milho em sua fazenda. (ação/passado)
- A professora está satisfeita. (estado/presente)
- A aluna virou professora. (mudança de estado/passado)
- Amanhã choverá em minha cidade. (fenômeno natural/futuro)

Substantivos e adjetivos também podem ter os mesmos tipos de significado, tais como: plantação (ato de plantar), satisfeito (estado) e chuva (fenômeno natural), porém não possuem flexão de tempo.

## Classificações
Na maioria dos idiomas, os verbos são classificados em: 
- Verbos transitivos: Designam ações voluntárias, causadas por um ou mais indivíduos, e que afetam outro(s) indivíduo(s) ou alguma coisa, exigindo um ou mais objetos na ação. Podendo ser transitivo direto, quando não exigir preposição depois do verbo, ou transitivo indireto, quando exigir preposição depois do verbo. Ou ainda transitivo direto e indireto.
- Verbos intransitivos: Designam ações que não afetam outros indivíduos (ex.: andar, nadar, voar etc.).
- Verbos impessoais: São verbos que designam ações involuntárias. Geralmente (mas nem sempre) designam fenômenos da natureza e, portanto, não têm sujeito nem objeto na ação (ex.: chover, anoitecer, nevar, haver (no sentido de existência ou acontecimento) etc.).
- Verbos de ligação: São os verbos que não designam ações; apenas servem para ligar o sujeito ao predicativo (ex.: ser, estar, parecer, permanecer, continuar, andar, tornar-se, ficar, viver, virar etc.).

### Conjugações
São paradigmas de flexão existentes na grande maioria dos idiomas flexionais, a partir dos quais todas as formas verbais derivam. Em português existem três conjugações: 
- Primeira conjugação: pertencem a esta conjugação os verbos cuja vogal temática é a (cantar, falar, pensar, brincar, conversar, etc.).
- Segunda conjugação: pertencem a esta conjugação os verbos cuja vogal temática é e (vender, ler, correr, etc.).
- Terceira conjugação: pertencem a esta conjugação os verbos cuja vogal temática é i (partir, dormir, pedir, conseguir, etc.).

### Quanto à morfologia
- Verbos regulares: Flexiona sempre de acordo com os paradigmas da conjugação a que pertencem (ex.: amar, vender, partir, etc.)
- Verbos irregulares: Sofrem modificações em relação aos paradigmas da conjugação a que pertencem, tendo modificações no radical e nas terminações (ex.: resfolegar, caber, medir, etc.).
- Verbos anômalos: São verbos irregulares, sendo que muitas vezes o radical é diferente em cada conjugação (ex.: ir, ser, ter, pôr).
- Verbos defectivos: Verbos que não têm conjugação completa (ex.: precaver, reaver, falir, abolir, adequar).
- Verbos abundantes: Verbos que apresentam mais de uma forma de possível de conjugação, quase sempre no particípio (ex.: encher, fixar). Um verbo abundante pode também ser regular ou irregular dependendo do paradigma de conjugação seguido pelas outras formas.[4]

## Flexão
Em português, os verbos têm as seguintes categorias de flexão:
- Número: singular e plural.
- Pessoa: primeira (falante), segunda (interlocutor), terceira (referente).
- Modo: indicativo, conjuntivo (subjuntivo) e imperativo, além das formas nominais (infinitivo, gerúndio e particípio).
- Tempo: presente, pretérito, futuro.
- Aspecto: perfectivo, imperfectivo, incoativo, permansivo, conclusivo, pontual, durativo, contínuo, descontínuo

Em outros idiomas ainda existe a flexão de voz, expressa em português na forma analítica. As vozes existentes em português e na maioria dos idiomas são:
- - Voz ativa: o sujeito da oração é que pratica a ação (ex.: Os alunos resolveram todas as questões).
  - Voz passiva: o sujeito sofre a ação (ex.: Todas questões foram resolvidas pelos alunos).
  - Voz reflexiva: o sujeito pratica e sofre a ação ao mesmo tempo (ex.: Ana se cortou e se machucou). Pode ser recíproca, quando dois ou mais sujeitos praticam e sofrem a ação ao mesmo tempo (ex.: Os convidados se cumprimentaram)

Em idiomas com esse tipo de flexão, pode haver verbos que têm significado ativo, mas conjugação passiva; tais verbos são chamados de verbos depoentes.

## Formas nominais
- Infinitivos: representam uma ação pura e simples, sem estar vinculada a um tempo ou pessoa. Exemplos: amar, comer, latir.
- Particípios: representam uma ação concluída, sem estar vinculada a uma pessoa. Exemplos.: amado, amada, comido, comida, latido, latida, feito, feita, eleito, eleita.
- Gerúndios: representam uma ação contínua, em qualquer tempo. Exemplos: amando, comendo, latindo.

Alguns idiomas como o Latim ainda apresentam uma quarta forma nominal, os supinos, designando algo que pode ou deve ser realizado. Em português essa forma foi substituída pelo infinitivo precedido de preposição. Exemplos: "vou à cama para dormir", "questão fácil de resolver", etc.

## Verbos em outros idiomas
- As línguas românicas, como o português, são algumas das que mais possuem flexões de verbos. Todas elas, bem como o latim, têm flexões em todos os tempos, modos e pessoas. O português e o galego têm a peculiaridade de ter um infinitivo pessoal e um infinitivo impessoal.
- Nas línguas germânicas, quase sempre o infinitivo é precedido por uma preposição: "to", no caso do inglês, ou "att" no sueco.
- Nas línguas escandinavas não há flexão de pessoa, a mesma forma verbal de um tempo vale para todas as pessoas - com exceção do islandês.
- Em finlandês o verbo dispensa o pronome, tendo apenas a flexão.
- Em húngaro e em alemão existem as flexões de tempo e de aspecto. Há apenas um tempo presente e passado simples e o aspecto é designado por prefixos. Vale notar que um mesmo prefixo pode ter significados diferentes dependendo do verbo. A flexão de aspecto designa a circunstância em que se passa a ação.
- Em latim o verbo se flexiona em tempo (presente, pretérito perfeito, pretérito imperfeito, pretérito mais-que-perfeito, futuro do presente e futuro do pretérito), modo (indicativo, subjuntivo, imperativo), pessoa e voz (ativa e passiva). Há quatro formas nominais: o infinitivo, o gerúndio, o particípio e o supino. As três primeiras têm tempo presente, passado e futuro. O supino é invariável.
- O idioma grego, além do presente, pretérito e futuro, tem ainda um quarto tempo: o aoristo. Designa uma ação "pura e simples", realizada num tempo indeterminado.
- Em japonês os verbos não variam conforme pessoa e número; no entanto, são flexionados de acordo com estilo (comum e polido), tempo (passado e não-passado), e modo (são vários: indicativo, gerundivo, passivo, potencial, causativo, condicional, imperativo, desiderativo, volitivo) - as flexões contendo uma forma afirmativa e uma forma negativa.[5]
- Em coreano os verbos são palavras invariáveis. O tempo e o modo são representados por advérbios, e a pessoa é representada por pronomes.
- Em mandarim a forma interrogativa dos verbos é formada por uma estrutura gramatical formada pelo verbo, a palavra "bù" (不) - que significa "não" - e o verbo repetido. Como se perguntasse "fazer ou não fazer?".